# Hypogeum
Hypogeum, hipogeum (łac. z gr. ὑπόγαιον hypógaion – „podziemny” od hypo – pod i gaia – ziemia) – podziemne pomieszczenie na planie koła, czasem z niewielką nadbudówką nadziemną, zwykle przeznaczone na grób albo miejsce kultu.

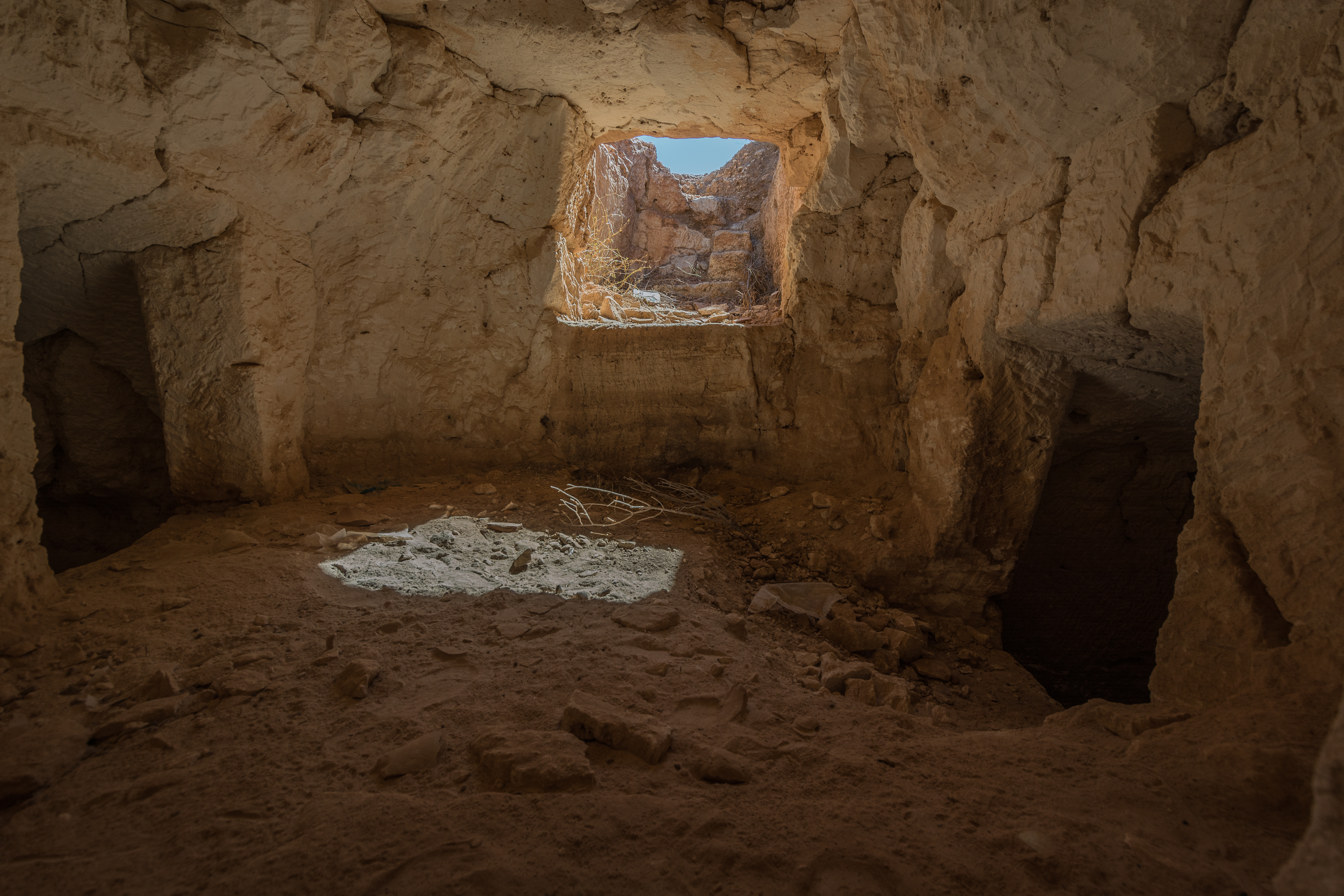
Wnętrze skalnego hypogeum (punickie Meninx na wyspie Dżerba w Tunezji)

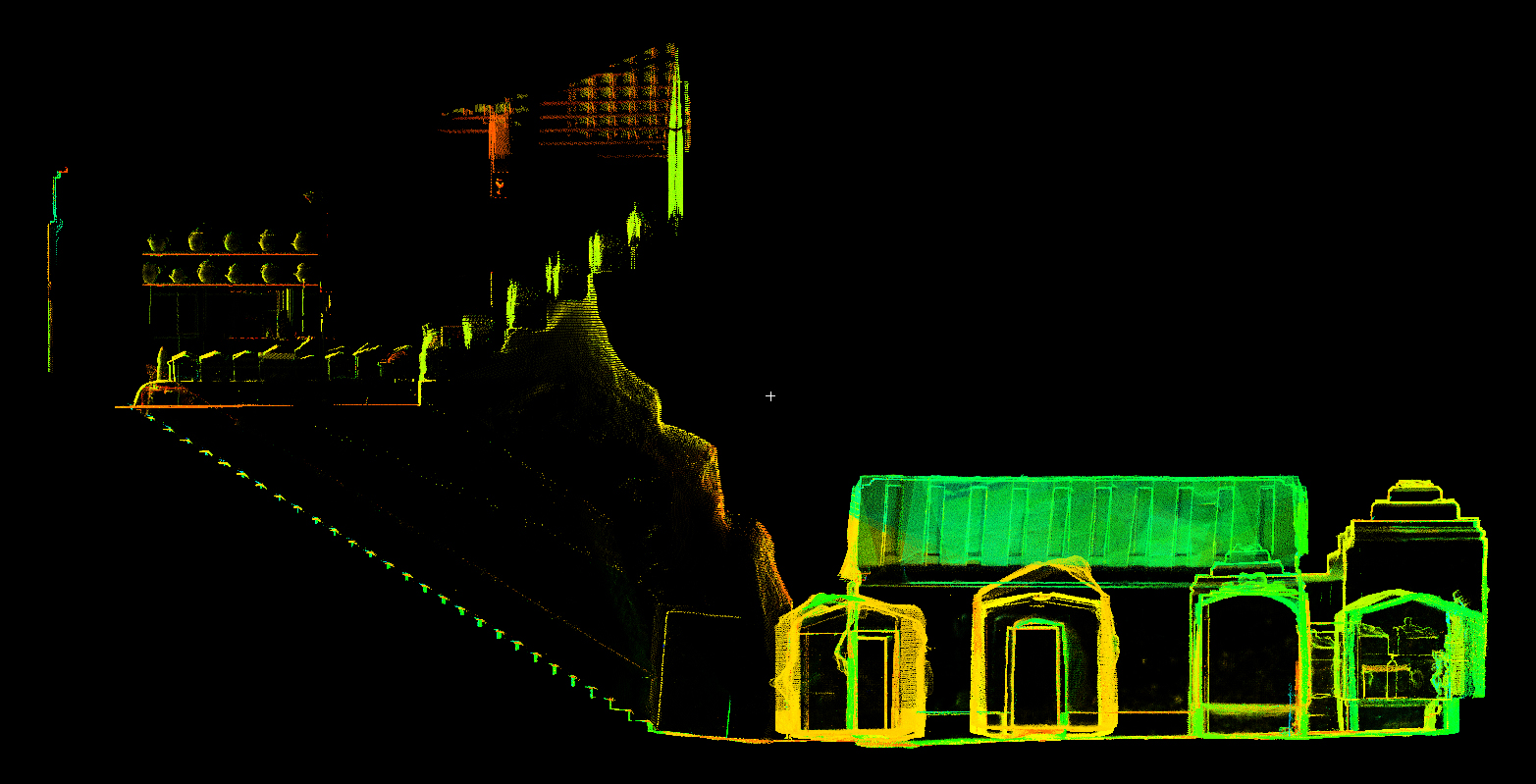
Plan etruskiego hypogeum Volumniów w Perugii (odwzorowanie laserowe)

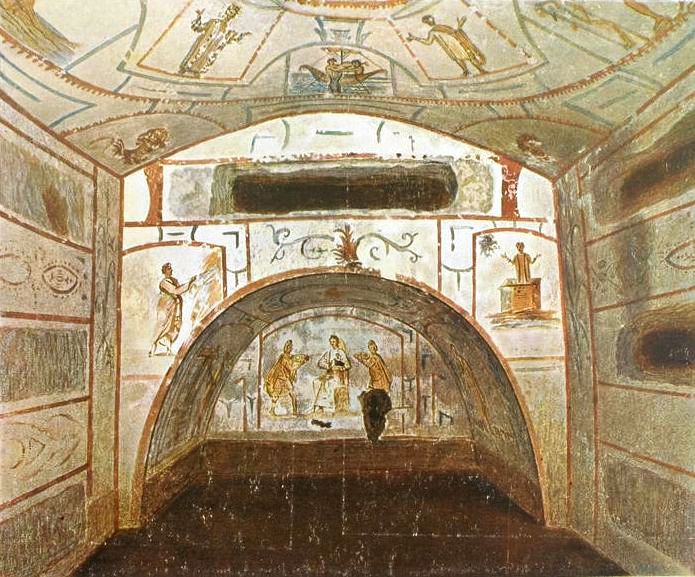
Dekorowana część chrześcijańskiego hypogeum w rzymskich katakumbach

Hypogea powstawały od epoki kamienia (głównie neolit) do czasów rzymskich. Na ogół drążone w skałach, w kulturach przedhistorycznych służyły za miejsca zbiorowych pochówków. Na północnym wschodzie Francji spełniały pod koniec neolitu tę samą rolę co gdzie indziej dolmeny: np. swych zmarłych chowała w nich ludność kultury Seine-Oise-Marne. W przypadku miejsc sakralnych ich istnienie łączyło się z kultem bóstw chtonicznych lub wodnych. Równoczesną funkcję nekropolii oraz podziemnego sanktuarium pełniło znajdujące się na Malcie hypogeum Ħal Saflieni pochodzące z ok. 3000 p.n.e.  
W architekturze staroegipskiej nazwa ta określa grobowiec wykuty w skale, składający się z systemu schodów, pochylni i komnat. Obok piramidy i mastaby był to trzeci podstawowy typ grobu egipskiego, który w okresie Nowego Państwa stał się przeważającą formą pochówku zamożnych Egipcjan. Zgodnie z jego koncepcją, hypogeum to składało się z pomieszczenia ofiarnego (ze stołem ofiarnym, niszą na posąg grobowy i stelą nagrobną) oraz z oddzielnej komory grobowej mieszczącej mumię zmarłego. Nazwa Królewskie Hypogea w szczególności odnosi się do dynastycznych nekropolii tebańskich. Brak w nich jednak sali ofiarnej zastąpionej przez oddalone od cmentarzyska świątynie grobowe.
W epoce hellenistycznej wykształcił się typ podziemnego grobowca z pochówkami w ściennych niszach rozmieszczonych wzdłuż głównego korytarza i bocznych odgałęzień. Upowszechnił się w krajach będących pod panowaniem egipskich Ptolemeuszy (Egipt, Palestyna, Fenicja), a następnie w całej Syrii. W syryjskiej Palmyrze występuje on od II w. p.n.e., tworząc potem w połączeniu z tradycyjną wieżą grobową szczególny typ antycznego grobowca wyodrębnionego przez polskich archeologów. 
Na obszarze Italii hypogea kultowe spotykane są w kulturze Etrusków i wczesnego Rzymu. Tendencja do rozbudowywania grobowców rodzinnych o dodatkowe komory grobowe pojawiła się u Rzymian w końcu II wieku. Hypogea takie znane są z ziem cesarstwa rzymskiego, zwłaszcza w jego części wschodniej. Np. okazałe i bogato wyposażone grobowce palmyreńskie są typowe dla II-III wieku n.e. 
Liczne zachowane hypogea z okresu cesarstwa związane są z kultem irańsko-babilońskiego boga słońca i światła Mitry.
W III i IV w. obok katakumb hypogea przeważają w rzymskim budownictwie sepulkralnym. Wiele z nich – rozbudowywanych i łączonych, dało w Rzymie początek znanym katakumbom chrześcijańskim, np. Domitylli, Dobrego Pasterza, Coemeterium Maius czy też najstarszej części katakumb Pryscylli. Dzięki dekorowanym malarsko komorom grobowym mają one szczególne znaczenie dla badań rozwoju sztuki wczesnochrześcijańskiej (np. hypogeum Flawiuszów czy hypogeum Lucyny jako część katakumb Kaliksta). 
W rozszerzonym znaczeniu nazwę tę odnoszono zarówno do podziemi domu mieszkalnego czy specjalnych pomieszczeń grzewczych (np. w termach), jak i do rozległych podziemnych pomieszczeń w amfiteatrze, przeznaczonych dla obsługi oraz dla występujących na arenie, a także zwierząt i specjalnych urządzeń. 